# Alexander von Bentheim
Alexander von Bentheim (* April 1931 in Jena; † 12. Dezember 2006 in Berlin) war ein deutscher Journalist. Er arbeitete als Moderator der Berliner Abendschau des Senders Freies Berlin und der ARD-Tagesthemen.

## Leben
Er wuchs in Berlin auf. Anfang der 1950er-Jahre machte er eine Schriftsetzerlehre in einer Druckerei, war Amateur-Boxer. 1953 bis 1955 arbeitete er im Druckhaus Tempelhof als Anzeigenverkäufer für den Ullstein Verlag.
Beim Sender Freies Berlin wurde von Bentheim Radioreporter. Am 1. September 1958 gehörte er zu den ersten Redakteuren der TV-Lokalnachrichten Berliner Abendschau, für die er bald als einer der Anchormen moderierte. 1962 berichtete er von der gescheiterten Flucht Peter Fechters an der Berliner Mauer, 1963 vom Besuch der US-Präsidenten John F. Kennedy in Berlin, 1964 startete er die Sendereihe Berliner Straßen heute, die Ostberlinern den Westen der Stadt zeigen sollte.
Für die ARD kommentierte er auch Sportübertragungen, vor allem Boxkämpfe und Eishockeyspiele. 1970 bis 1972 war er das Gesicht des Olympia-Magazins der ARD. Von 1978 bis 1980 war er mit Klaus Stephan und Wolf von Lojewski Gründungsmoderator der ARD-Tagesthemen. 1983 initiierte er die SFB-Sendereihe Rückblende, moderierte für die ARD das Vormittagsformat Umschau. 1990 ging von Bentheim wegen gesundheitlicher Probleme in den vorzeitigen Ruhestand.
Seine Tochter Irina von Bentheim ist Redakteurin beim RBB und Synchronsprecherin. Sein Sohn Nicolai von Bentheim (1960–2001) war als Schauspieler und Synchronsprecher tätig. Bentheim war mit dem Boxer Bubi Scholz, dem Kunstmaler Reinhold W. Timm und dem Boxpromoter Klaus Speer befreundet.